# Nyle DiMarco
Nyle DiMarco (Queens, Nueva York, 8 de mayo de 1989) es un modelo, actor y activista sordo estadounidense. En 2015, DiMarco fue el segundo concursante masculino y el primer ganador sordo del ciclo 22 del programa de The CW, America's Next Top Model. El año siguiente, ganó la temporada 22 del programa de baile de ABC, Dancing with the Stars, junto a la bailarina profesional Peta Murgatroyd.

## Primeros años
DiMarco nacido con el nombre de Nyle Thompson, explicó en 2016 que en algún punto no específico: «Nosotros cambiamos nuestro apellido de Thompson a DiMarco (el apellido de soltera de nuestra madre)». DiMarco creció en Frederick, Maryland, donde asistió a la Escuela para Sordos de Maryland, y se graduó de la Universidad Gallaudet en 2013, con un grado en matemáticas. La lengua de signos americana (ASL) es su lengua materna y él es también proficiente en la lectura de labios y la comunicación no verbal. Tiene un hermano gemelo, Nico, y un hermano mayor, Neal.

## Carrera

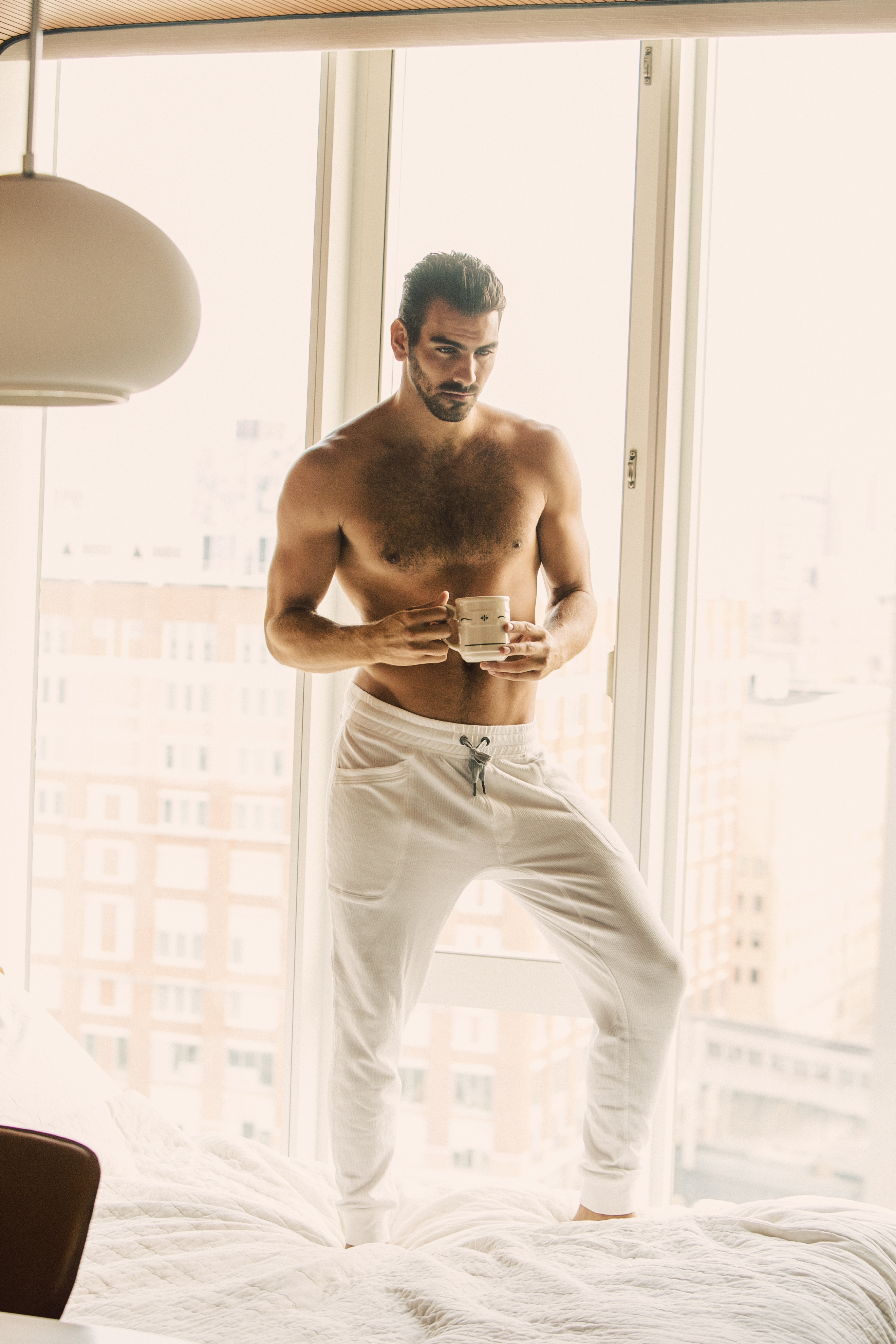
Nyle DiMarco en 2015.

En 2013, DiMarco tuvo un papel protagónico en la película indepenediente In the Can, una producción de American Sign Language Films. En 2014 y 2015, interpretó el papel recurrente de Garrett Banducci en la serie de televisión Switched at Birth de la cadena Freeform.
DiMarco estuvo haciendo modelaje independiente durante aproximadamente un año antes de ser contratado por los productores de America's Next Top Model en 2015. Lo convocaron a través de sus redes sociales sin darse cuenta de que él era sordo. Fue nombrado el ganador de la temporada después de derrotar a Mamé Adjei en la final de temporada. Él es el único competidor sordo en la historia del programa, y el segundo hombre en ganar.
Poco después de ganar el concurso, DiMarco firmó con Wilhelmina Models en Nueva York.
El 8 de marzo de 2016, DiMarco fue anunciado como una de las celebridades que competirían en la temporada 22 de Dancing with the Stars. Él estuvo emparejado con la bailarina profesional Peta Murgatroyd. DiMarco es el segundo concursante sordo en competir en el programa (la primera fue Marlee Matlin). El 24 de mayo de 2016, DiMarco y Murgatroyd fueron anunciados como los ganadores de la temporada.
En 2016, DiMarco apareció en la serie de comedia de Hulu, Difficult People. Más tarde, apareció en el video musical de «Big Girls Don't Cry» de Tóc Tiên en enero y el video musical «Basically Over You (BOY)» de Alex Newell en marzo.
En junio de 2016, DiMarco caminó para Giorgio Armani en la Semana de la moda de Milán de Primavera/Verano 2017.
DiMarco apareció en la edición de verano 2017 de la revista DIVERSEability.

## Dancing with the Stars
DiMarco fue emparejado con la bailarina profesional de bailes de salón, Peta Murgatroyd, en la temporada 22 del programa televisivo de ABC, Dancing with the Stars.
| Semana | Baile / Canción                                                                 | Puntajes de los jueces | Puntajes de los jueces | Puntajes de los jueces | Resultado       |
| Semana | Baile / Canción                                                                 | C.I                    | L.G.                   | B.T.                   | Resultado       |
| --- | ------------------------------------------------------------------------------- | ---------------------- | ---------------------- | ---------------------- | --------------- |
| 1 | Chachachá / «Cake by the Ocean»                                                 | 8                      | 7                      | 8                      | Sin eliminación |
| 2 | Rumba / «Stole the Show»                                                        | 7                      | 6                      | 7                      | Salvados        |
| 3 | Tango / «Verge»                                                                 | 8                      | 8                      | 9                      | Salvados        |
| 4 | Samba / «Trashin' the Camp»                                                     | 8                      | 8/91                   | 9                      | Salvados        |
| 52 | Vals vienés / «I Get to Love You»                                               | 9                      | 10/93                  | 9                      | Sin eliminación |
| 6 | Quickstep / «Hey Pachuco»                                                       | 8                      | 8                      | 9                      | Salvados        |
| 7 | Foxtrot / «Beautiful Day»                                                       | 10                     | 9                      | 9                      | Salvados        |
| 7 | Equipo Freestyle / «Super Bad», «Living in America» & «I Got You (I Feel Good)» | 9                      | 9                      | 10                     | Salvados        |
| 8 | Pasodoble / «Victorious»                                                        | 10                     | 9                      | 10                     | Salvados        |
| 8 | Tango argentino en equipo / «Habanera»                                          | 10                     | 10                     | 94                     | Salvados        |
| 9 (Semifinal) | Jive en trío / «Hit the Road Jack»                                              | 9                      | 9                      | 9                      | Salvados        |
| 9 (Semifinal) | Tango argentino / «Unsteady»                                                    | 10                     | 10                     | 10                     | Salvados        |
| 10 (Final) | Quickstep / «S.O.B.»                                                            | 9                      | 9                      | 9                      | Ganadores       |
| 10 (Final) | Freestyle / «The Sound of Silence»                                              | 10                     | 10                     | 10                     | Ganadores       |
| 10 (Final) | Chachachá & Tango fusión / «Summer»                                             | 10                     | 10                     | 10                     | Ganadores       |
| 1Puntaje dado por la juez invitada Zendaya. 2Por los «cambios de pareja», DiMarco bailó con Sharna Burgess y Murgatroyd con Doug Flutie. 3Puntaje dado por el juez invitado Maksim Chmerkovskiy. 4Puntaje dado por el público en lugar de Tonioli. |                                                                                 |                        |                        |                        |                 |

## Vida personal
En octubre de 2015, DiMarco dijo que era «fluido» cuando se le preguntó durante una entrevista con la revista Out sobre su sexualidad.

## Activismo
DiMarco no se considera incapacitado por la sordera y ve su perfil mediático como una oportunidad para concienciar a la cultura sorda. Considerada la sordera como una ventaja en el modelaje porque está acostumbrado a transmitir mensajes sin hablar. También sostiene la creencia de que los roles sordos deben ser interpretados por actores sordos.
DiMarco es un portavoz de LEAD-K (Igualdad de Lenguaje y Adquisición para Niños Sordos, por sus siglas en inglés). También es firmante y colaborador creativo en The ASL App, una aplicación que enseña la lengua de signos americana.
En 2016, DiMarco comenzó el The Nyle DiMarco Foundation. Es una organización sin fines de lucro con el propósito de proporcionar más acceso a los recursos para los niños sordos y sus familias.
DiMarco fue también un ávido partidario de la campaña presidencial de Hillary Clinton durante las elecciones de 2016 en los Estados Unidos. Él fue especialmente crítico del candidato republicano, Donald Trump, luego de que salieran informes de comentarios capacitistas, uno dirigido a la actriz sorda Marlee Matlin. DiMarco habló en contra de Trump declarando: «hay 55 millones de personas discapacitadas que viven en Estados Unidos. No quiero un presidente que margine a mi comunidad».

## Filmografía

### Televisión
| Año       | Título                   | Papel               | Notas |
| --------- | ------------------------ | ------------------- | --- |
| 2014–15   | Switched at Birth        | Garrett Banducci    | Temporada 3, Episodio 18: «It Isn't What you Think» Temporada 4, Episodio 16: «Borrowing Your Enemy's Arrows» Temporada 4, Episodio 18: «The Accommodations of Desire» |
| 2015      | America's Next Top Model | Él mismo            | Ganador de la temporada 22 |
| 2016      | Difficult People         | Doug                | |
| 2016      | Dancing with the Stars   | Él mismo            | Ganador de la temporada 22 |
| 2018-2019 | This Close               | Ben Genovese        | 4 episodios |
| 2019      | Station 19               | Dylan               | Episodio: "Into the Wildfire" |
| 2019      | What Would You Do?       | Él mismo            | Temporada 15 |
| 2020      | Deaf U                   | Productor ejecutivo | |
| 2022      | Queer as Folk            | Leo                 | Invitado |

### Videos musicales
| Año  | Título                       | Artista original | Director                 |
| ---- | ---------------------------- | ---------------- | ------------------------ |
| 2016 | «Big Girls Don't Cry»        | Tóc Tiên         | Đinh Hà Uyên Thư         |
| 2016 | «Basically Over You (B.O.Y)» | Alex Newell      | Alex Newell & Derec Dunn |